# Turyn
Turyn (wł. Torino) – miasto w północno-zachodnich Włoszech, przy ujściu rzeki Dora Riparia do rzeki Pad, na przedgórzu Alp Zachodnich. Jest stolicą regionu Piemont. Patronem miasta jest św. Jan Chrzciciel (jego święto obchodzone 24 czerwca).
Turyn jest najważniejszym po Mediolanie ośrodkiem gospodarczo-kulturalnym północnych Włoch.
Według danych na 2017 rok miasto zamieszkiwało 883 281 osób, 6785,6 os./km², aglomeracja liczy 2,2 mln mieszkańców.

## Historia
Nazwa miasta może pochodzić od indoaryjskiego słowa taur oznaczającego górę, najczęściej jednak łączona jest z legendą o byku (łac. taurus, wł. toro), który padł pokonawszy mitycznego smoka w pobliżu pewnej wioski; dla jego upamiętnienia mieszkańcy postanowili nazwać się Taurini.
W I wieku p.n.e. (prawdopodobnie w 28 p.n.e.) Rzymianie utworzyli tu obóz wojskowy (Castra Taurinorum), później poświęcony Augustowi (Augusta Taurinorum). Typowo rzymska sieć dróg wciąż jest widoczna we współczesnym mieście. Turyn osiągnął wtedy liczbę około 5000 mieszkańców w obrębie murów.
Wiosną 312 roku pod Augusta Taurinorum rozegrała się bitwa pomiędzy wojskami cesarza Konstantyna i Maksencjusza, zakończona zwycięstwem cesarza i zajęciem miasta.
Od 1559 (pokój w Cateau-Cambrésis kończący wojny włoskie) jest stolicą Piemontu, rządzonego przez dynastię sabaudzką od XI wieku. Książęta sprawowali władzę absolutną, a system oświatowy powierzyli jezuitom. Od 1578 w miejscowej katedrze przechowywany jest Całun Turyński – jedna z najważniejszych relikwii chrześcijaństwa.
Podczas hiszpańskiej wojny sukcesyjnej miasto było dwukrotnie oblegane (bezskutecznie) przez wojska francuskie. W wyniku stoczonej 7 września 1706 bitwy wojsk austriackich z francuskimi Turyn został uwolniony po 117 dniach oblężenia.
Wraz z Piemontem Turyn odegrał znaczącą rolę w procesie jednoczenia kraju. W latach 1861–1865 był stolicą nowo powstałego państwa (w 1865 stolicę przeniesiono do Florencji, zaś w 1870 do Rzymu). Do XX wieku Turyn pozostał jednak stolicą elit i najważniejszym ośrodkiem kulturalnym w kraju (m.in. jedyny ośrodek secesji we Włoszech). Od drugiej połowy XIX wieku w mieście nastąpił skok demograficzny, związany z rozwojem przemysłu, przede wszystkim z lokalizacją zakładów Fiata.
Po drugiej wojnie światowej życie miasta skupiało się głównie wokół działalności koncernu Fiata. Dziś rodzina właścicieli fabryki należy do najbardziej wpływowych we Włoszech. Po dawnych władcach Turynu pozostały eleganckie barokowe aleje, wyniosłe pałace, bogate kościoły i zbiory malarstwa.
Obecnie Turyn jest stolicą oraz głównym ośrodkiem Piemontu i czwartym co do liczby ludności miastem Włoch.

## Gospodarka

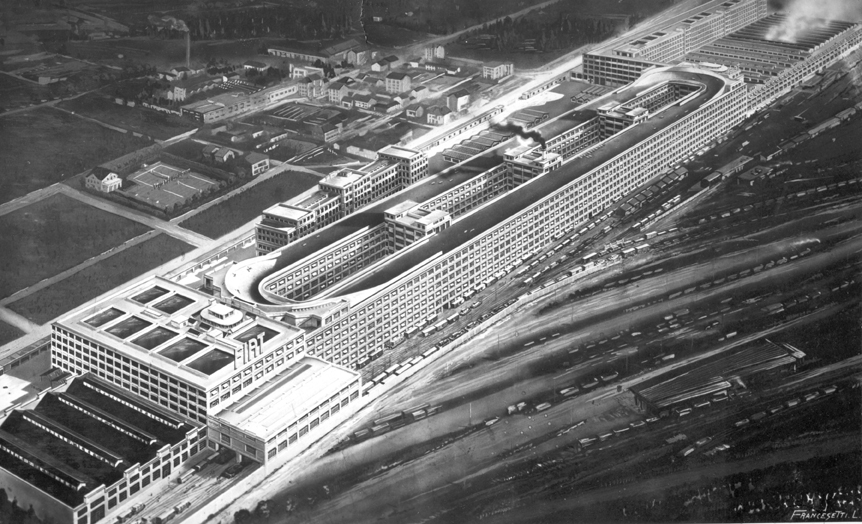
Fabryka Fiata Lingotto w 1928 r

Przemysł: elektromaszynowy, farmaceutyczny, chemiczny, spożywczy, papierniczy, lotniczy
Ważny ośrodek przemysłowy z siedzibami m.in. koncernu FIAT, IVECO, Pininfarina, Bertone, Sparco, Italdesign, Ghia, Fioravanti, Stola, Intesa Sanpaolo (największy bank we Włoszech), Superga, Invicta, Lavazza, Martini&Rossi, RobediKappa, Caffarel.
PKB Turynu wynosi 58 miliardów dolarów amerykańskich i jest to 78. najbogatsze miasto na świecie.
Duże znaczenie dla gospodarki Turynu ma turystyka. W 2008 był 203. najpopularniejszym celem turystycznym na świecie i 10. we Włoszech z ponad 240 tysiącami zagranicznych turystów.

## Transport
Ważny węzeł transportowy (stacje kolejowe Porta Susa, Porta Nuova, Torino Dora). Miasto obsługuje port lotniczy Turyn-Caselle. Turyn posiada metro oraz dobrze rozwiniętą sieć linii tramwajowych.

## Klimat
| Miesiąc                                    | Sty  | Lut  | Mar  | Kwi  | Maj  | Cze  | Lip  | Sie  | Wrz  | Paź  | Lis  | Gru  | Roczna |
| ------------------------------------------ | ---- | ---- | ---- | ---- | ---- | ---- | ---- | ---- | ---- | ---- | ---- | ---- | ------ |
| Średnie temperatury w dzień [°C]           | 7.1  | 10.0 | 14.4 | 17.3 | 21.7 | 26.7 | 28.5 | 28.0 | 24.2 | 18.4 | 12.1 | 7.9  | 19,3   |
| Średnie dobowe temperatury [°C]            | 1.6  | 4.0  | 8.5  | 12.1 | 16.6 | 21.2 | 22.8 | 22.3 | 18.3 | 13.4 | 7.4  | 2.8  | 13,9   |
| Średnie temperatury w nocy [°C]            | -3.0 | -1.2 | 2.8  | 6.9  | 11.7 | 16.1 | 17.3 | 16.9 | 13.1 | 9.0  | 3.0  | -1.5 | 8,9    |
| Opady [mm]                                 | 46.5 | 34.4 | 65.4 | 114  | 155  | 118  | 71.5 | 89.0 | 71.9 | 103  | 62.1 | 42.6 | 972    |
| Średnia liczba dni z opadami               | 6.3  | 5.2  | 7.1  | 10.5 | 13.2 | 10.8 | 7.7  | 8.9  | 7.4  | 7.9  | 6.3  | 4.8  | 96,1   |
| Średnie usłonecznienie [h]                 | 112  | 118  | 158  | 180  | 195  | 219  | 260  | 223  | 168  | 143  | 105  | 109  | 1989   |
| Źródło: climatebase.ru (dane od 2000 roku) |      |      |      |      |      |      |      |      |      |      |      |      |        |

## Muzea
W Turynie mieszczą się m.in.: Muzeum Egipskie, Narodowe Muzeum Automobilizmu, Muzeum Narodowe Risorgimento i Muzeum Kinematografii.

## Najważniejsze zabytki
- Katedra (XV w.)
- kościół św. Wawrzyńca
- kościół pielgrzymkowy Superga
- kościół Gran Madre di Dio
- kościół Santa Maria al Monte dei Cappuccini
- Pałac Królewski
- Palazzo Madama
- Palazzo Carignano
- Castello del Valentino
- Mole Antonelliana
- pałacyk myśliwski w Stupinigi

## Rozrywka i Sport
W mieście mają siedziby 2 znane kluby piłkarskie: Juventus F.C. i Torino FC. Największym stadionem w mieście był Stadio delle Alpi, na którym swoje mecze rozgrywał Juventus. Zupełnie przebudowany nazywa się on teraz Allianz Stadium, Torino zaś gra na Stadio Olimpico. W Turynie odbyły się Zimowe Igrzyska Olimpijskie 2006, które rozpoczęły się w piątek 10 lutego 2006, a zakończyły w niedzielę 26 lutego 2006. W 1934 roku miasto organizowało pierwsze w historii lekkoatletyczne mistrzostwa Europy. Turyn gościł także uczestników uniwersjad: letnich w 1959 i 1970 oraz zimowej w 2007.
W październiku 2021 roku ogłoszono Turyn miastem-gospodarzem 66. Konkursu Piosenki Eurowizji, który to odbył się w dniach 10, 12 oraz 14 maja 2022 roku na terenie obiektu PalaOlimpico.

## Galeria zdjęć

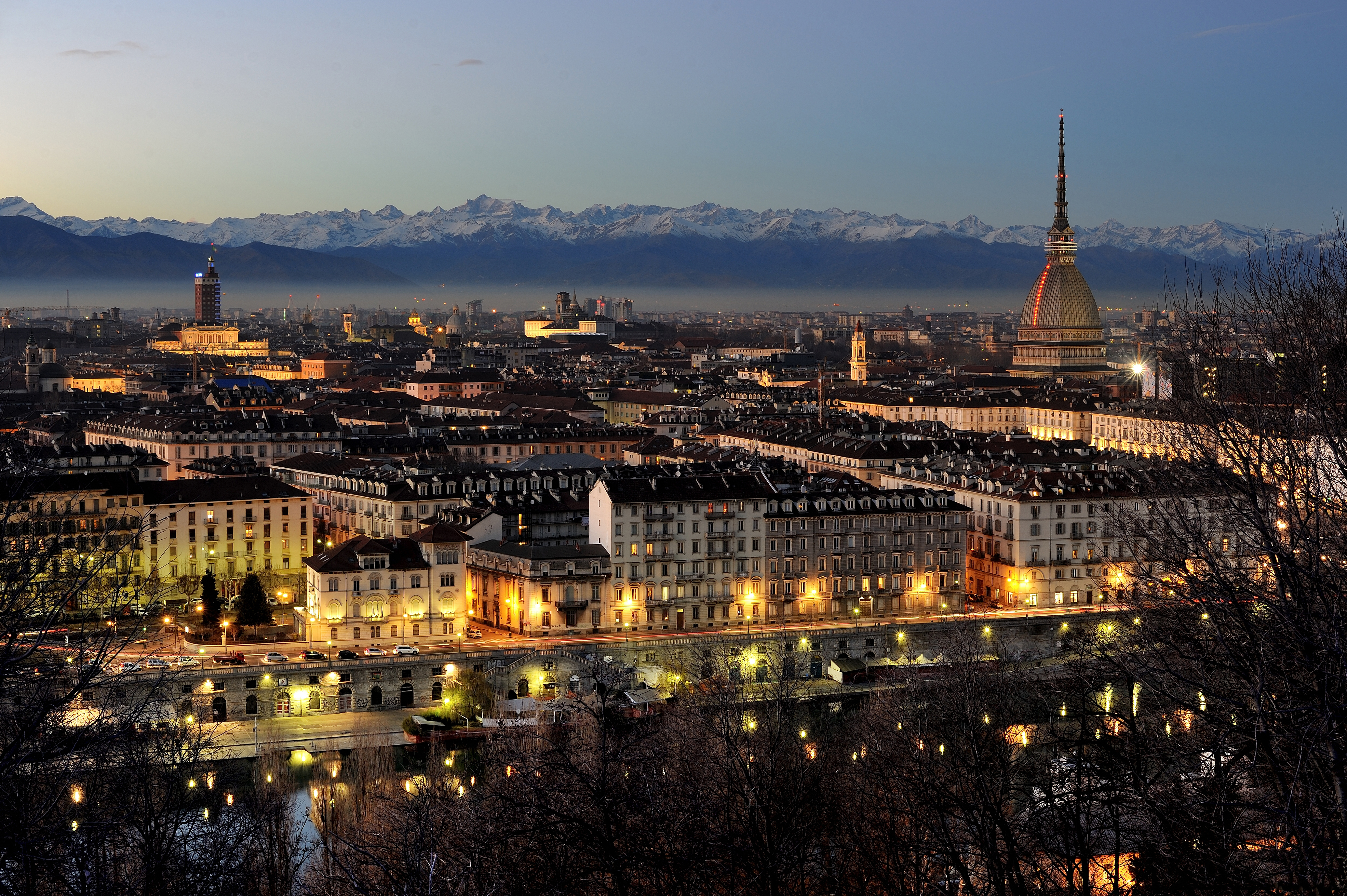
Panorama Turynu
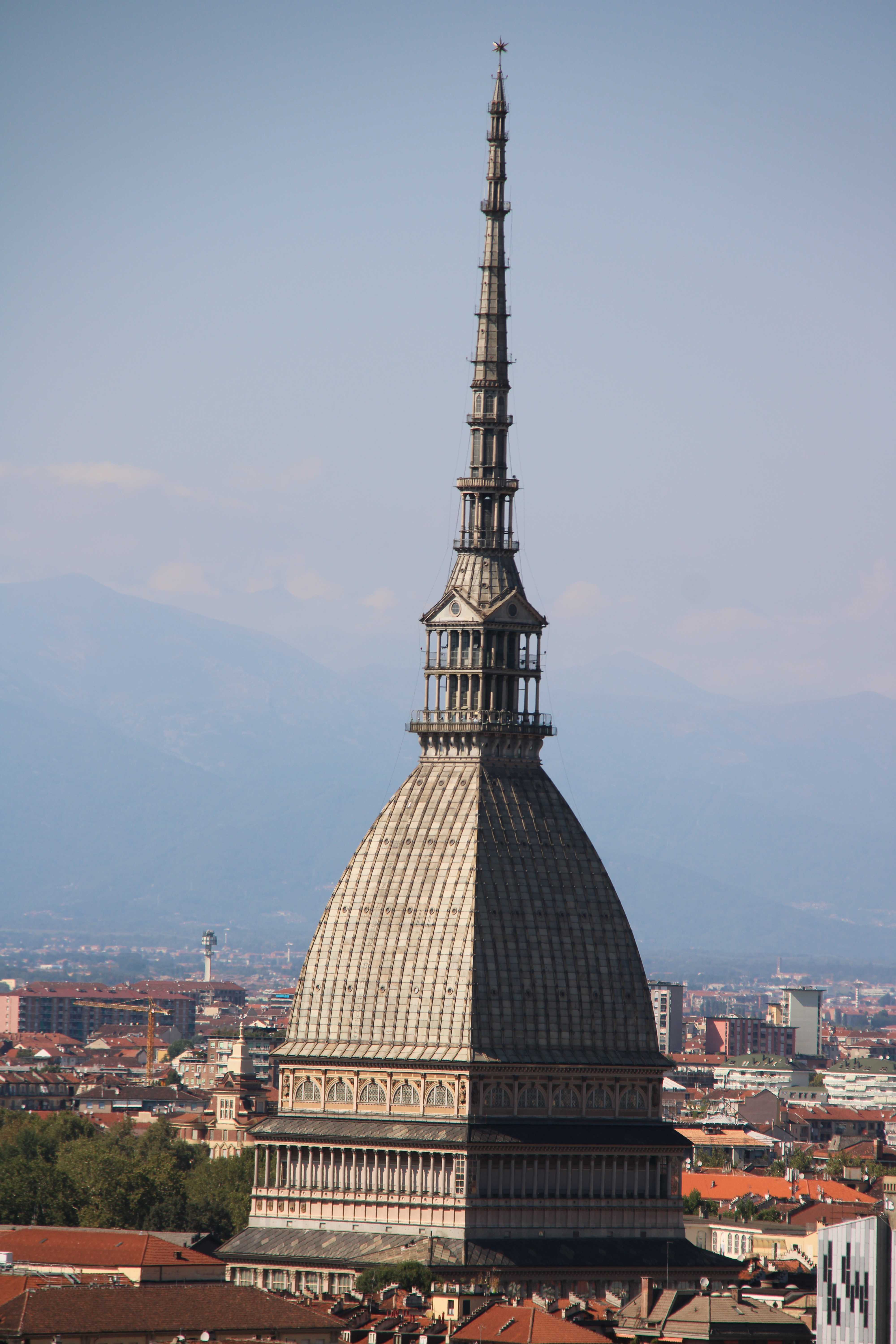
Mole Antonelliana
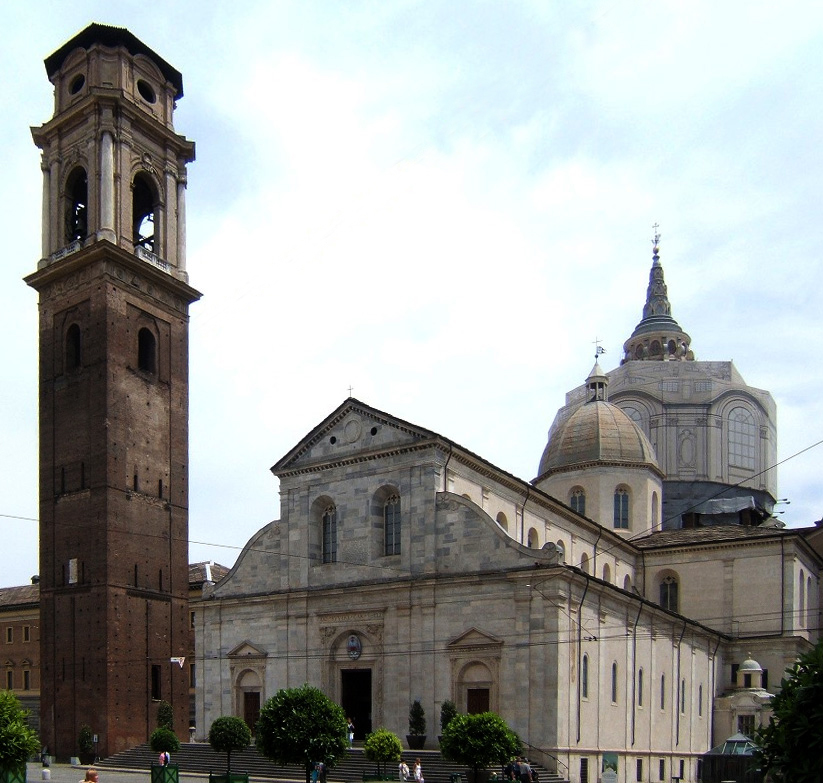
Katedra
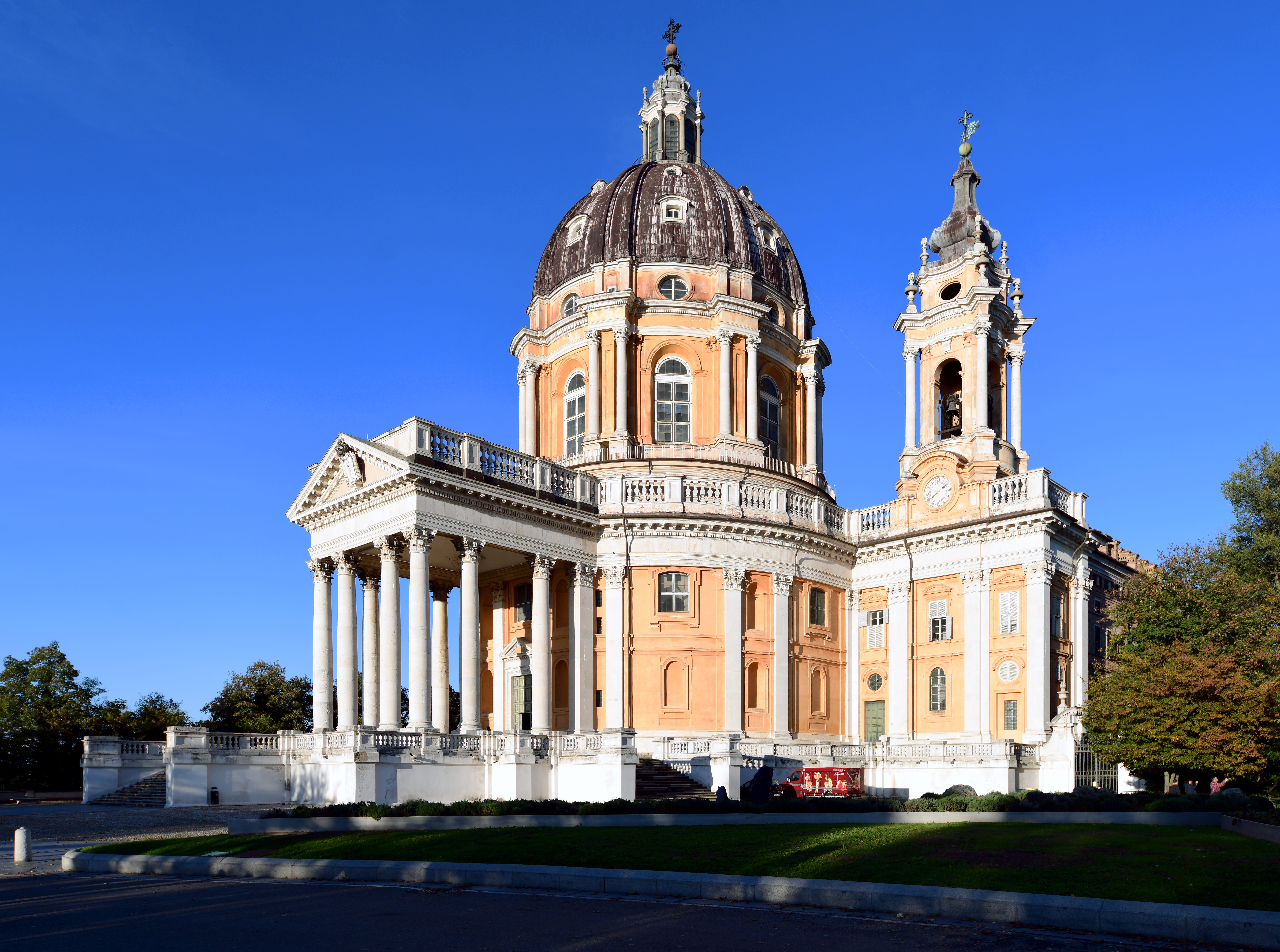
Kościół Superga
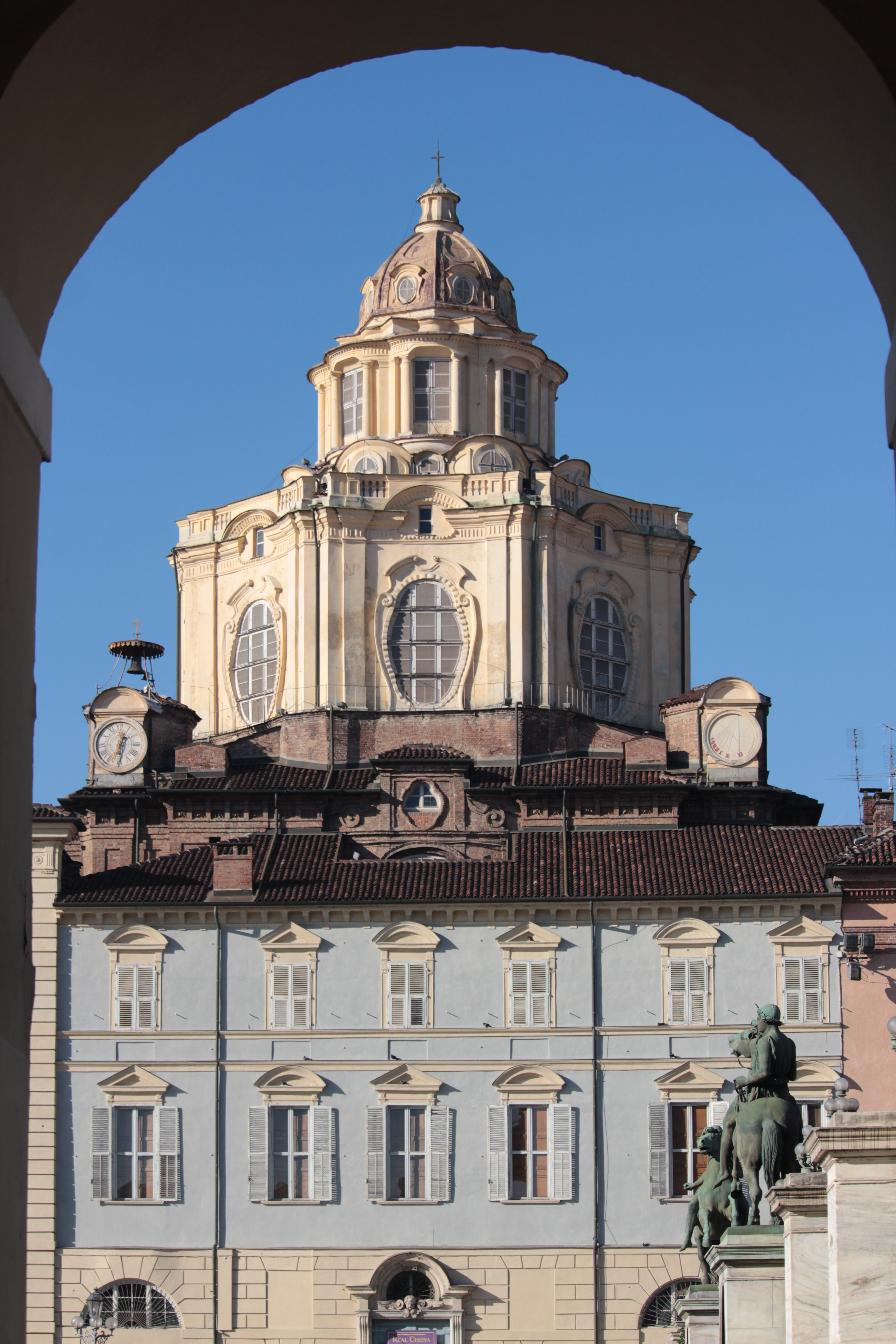
Kościół San Lorenzo
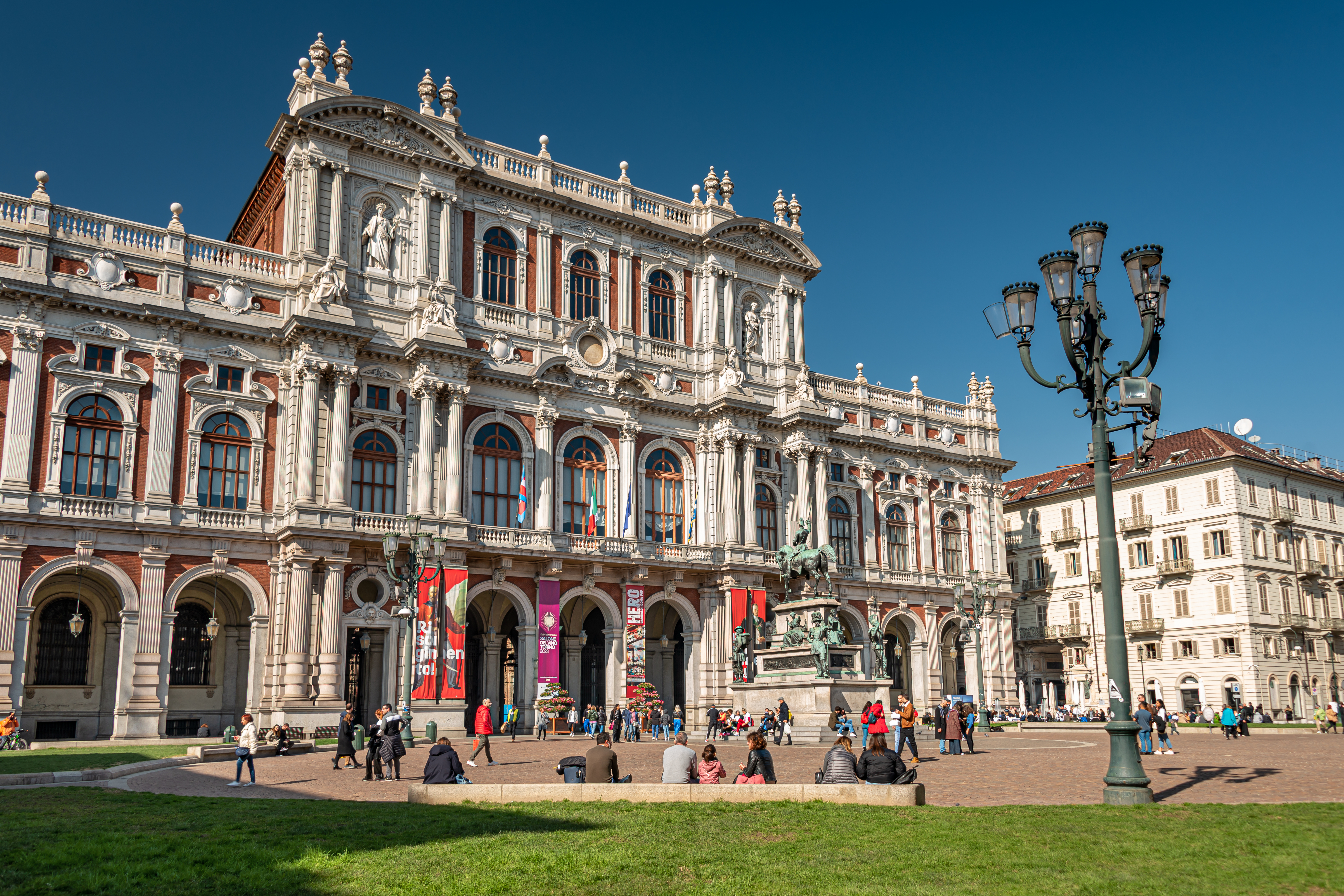
Palazzo Carignano
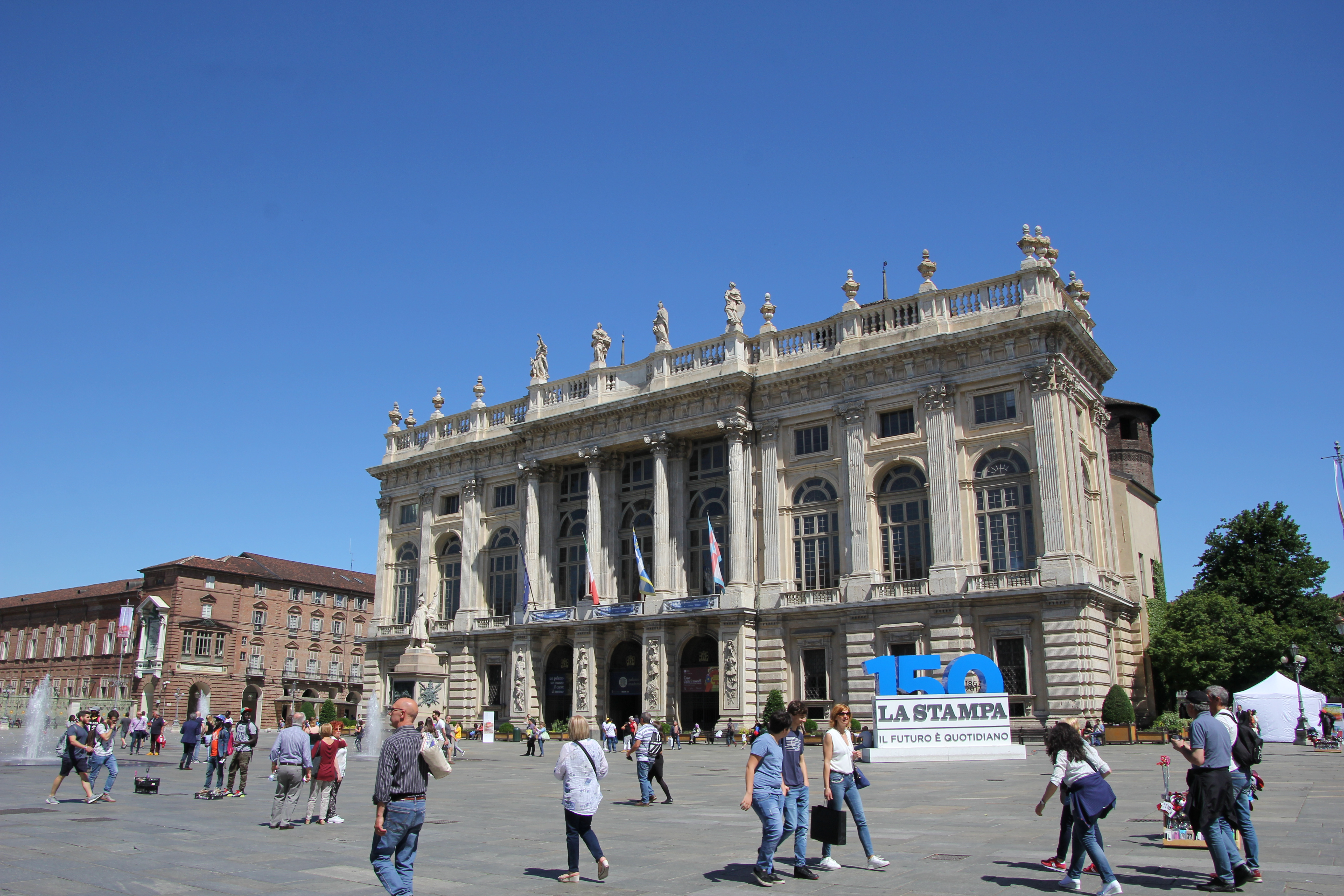
Palazzo Madama
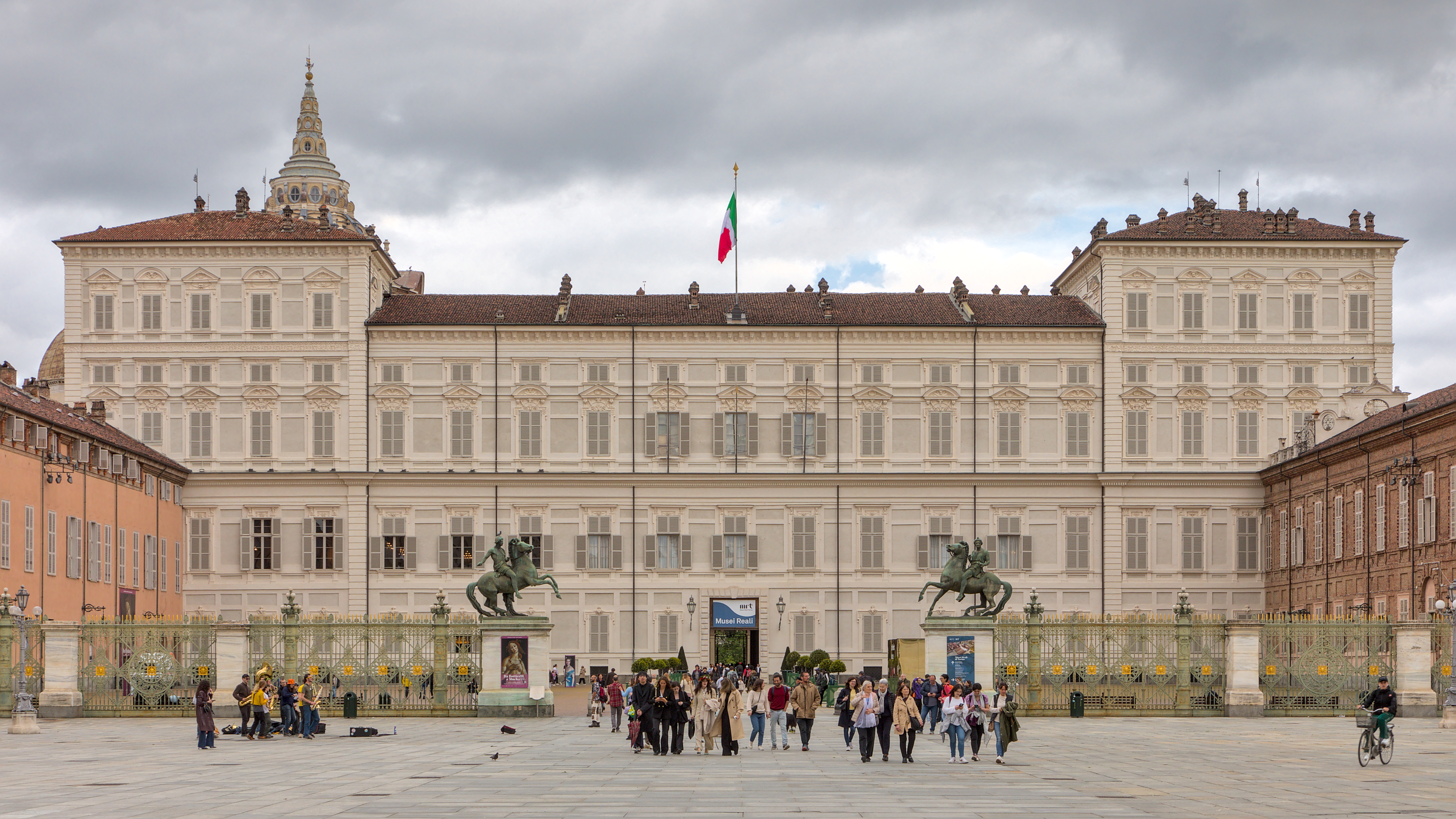
Palazzo Reale
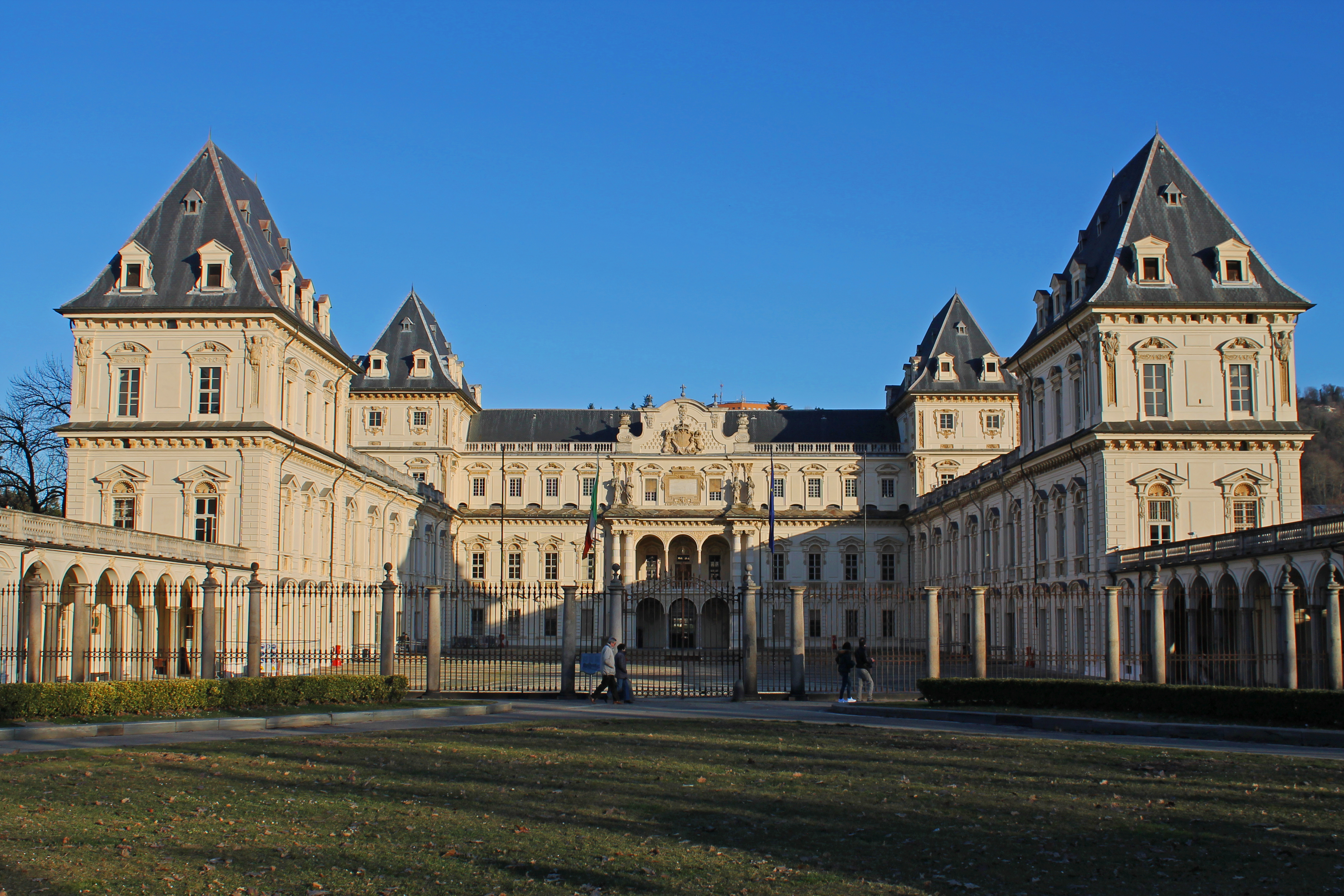
Castello del Valentino
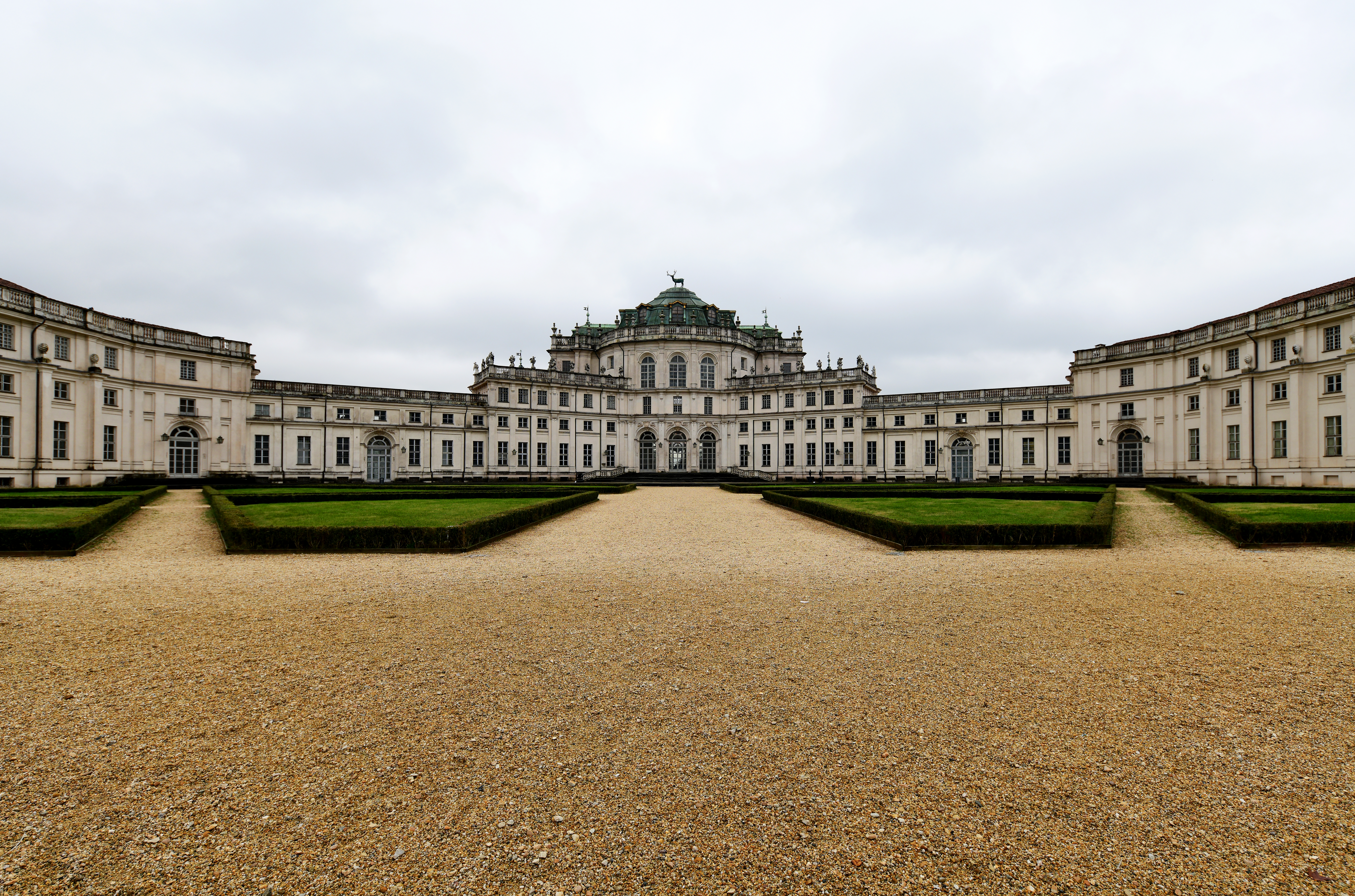
Pałac Stupinigi
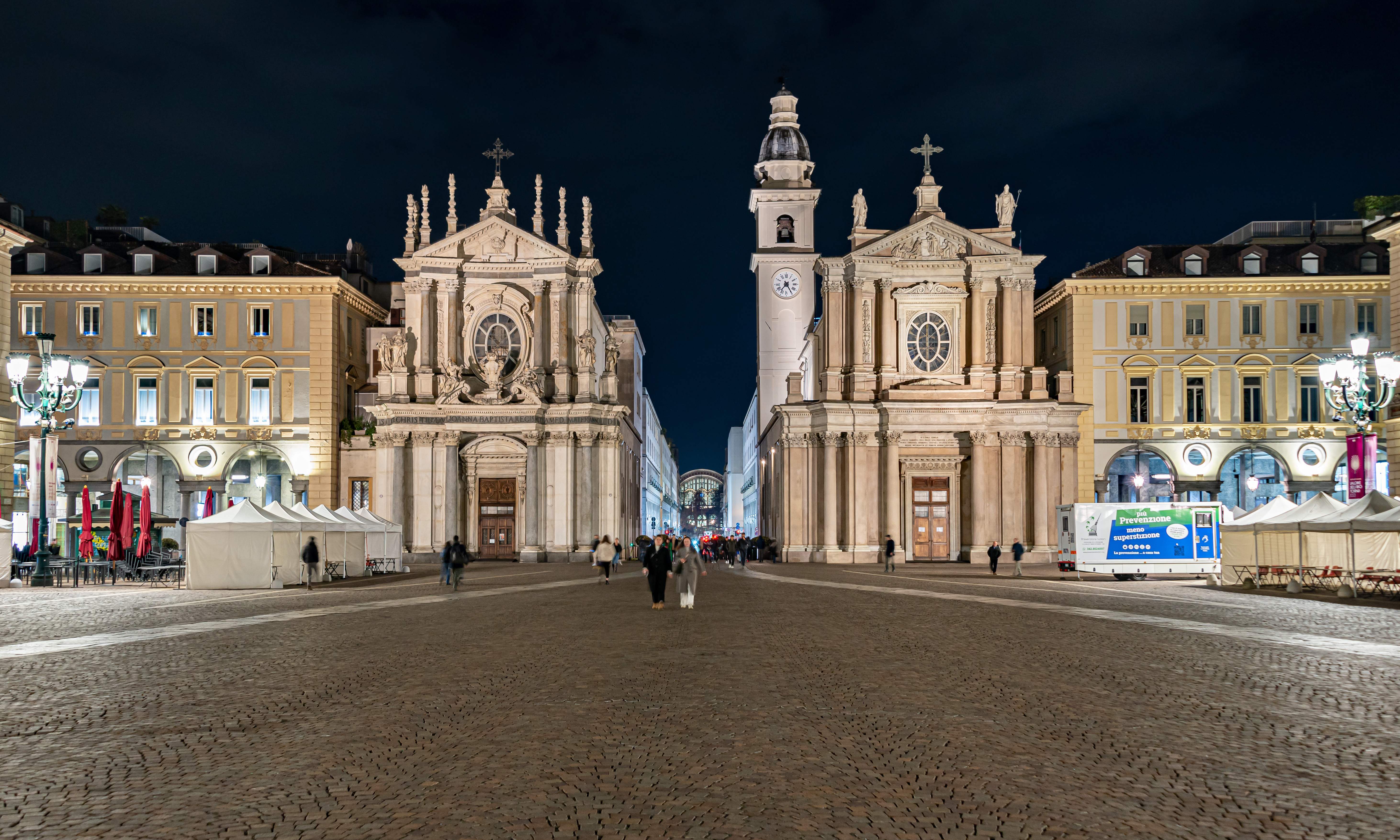
Piazza San Carlo
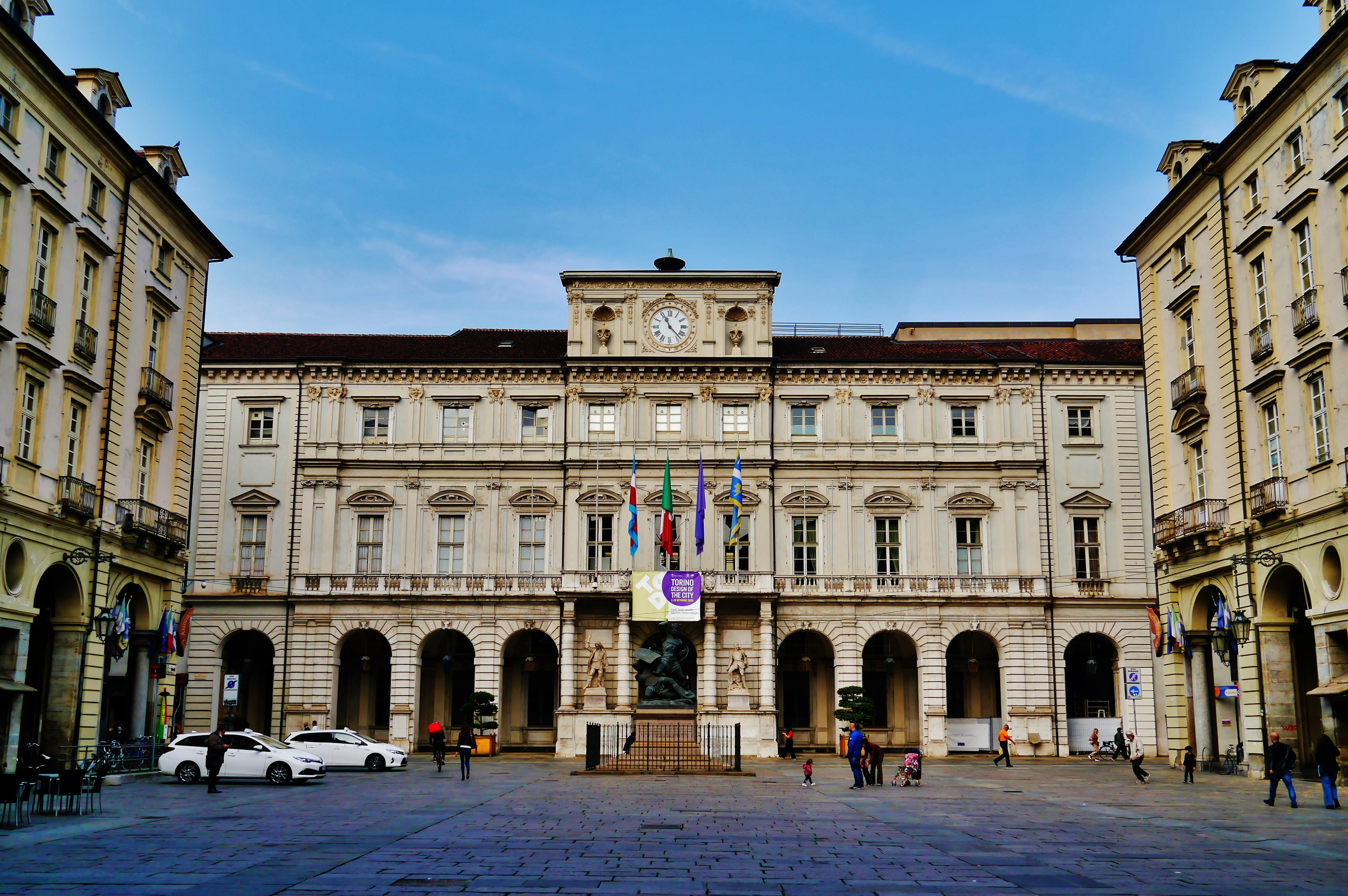
Ratusz
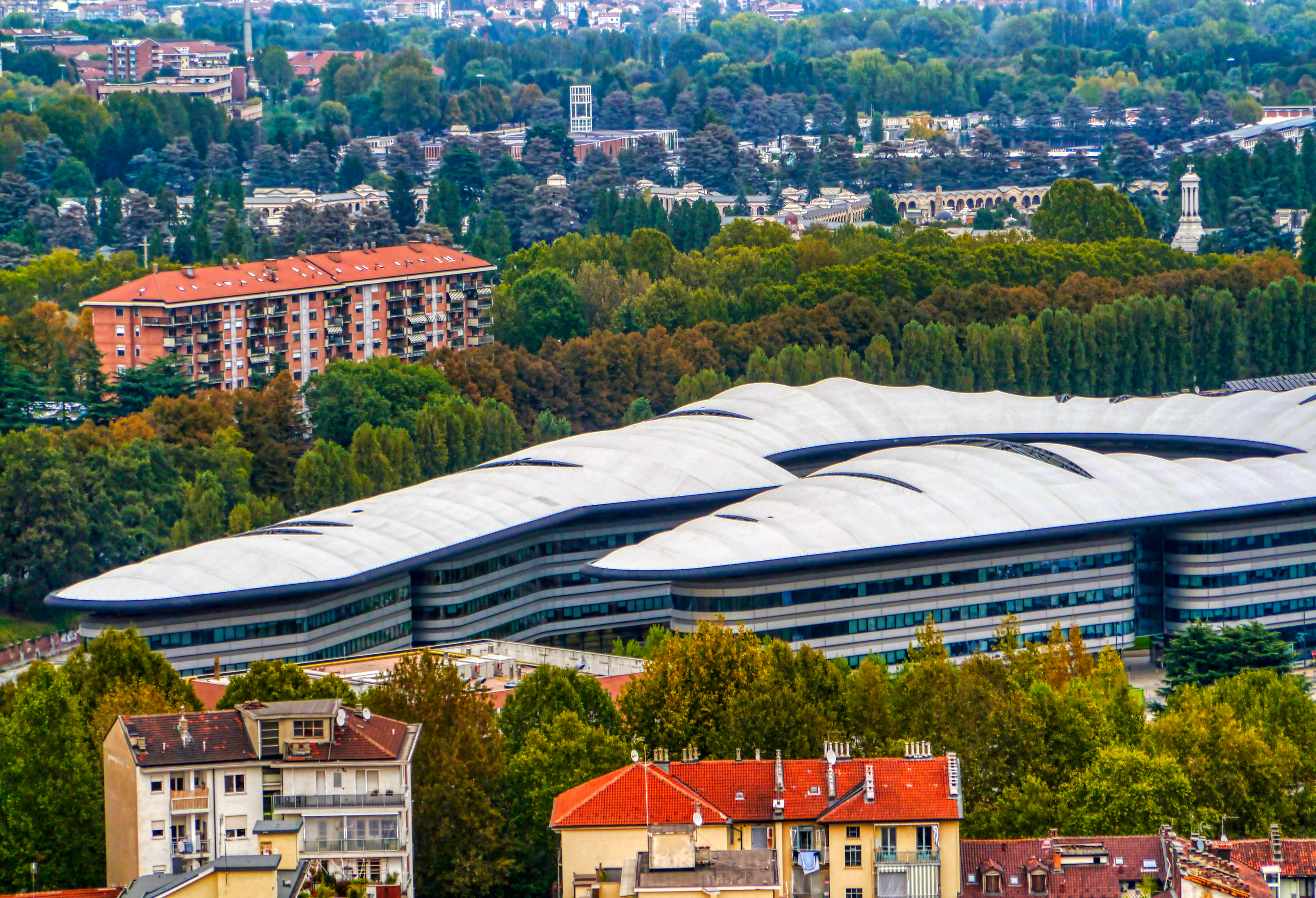
Uniwersytet Turyński

## Współpraca
Miejscowości partnerskie:
- Bacău, Rumunia
- Barcelona, Hiszpania
- Campo Grande, Brazylia
- Chambéry, Francja
- Córdoba, Argentyna
- Detroit, USA
- Esch-sur-Alzette, Luksemburg
- Glasgow, Wielka Brytania
- Hajfa, Izrael
- Kolonia, Niemcy
- Liège, Belgia
- Lille, Francja
- Nagoja, Japonia
- Quetzaltanango, Gwatemala
- Rotterdam, Holandia
- Salt Lake City, Stany Zjednoczone
- Shenyang, Chiny
- Wołgograd, Rosja